# Llista d'estats independents i territoris dependents
Aquest article és una llista d'estats independents i territoris dependents ordenats alfabèticament, on s'inclouen els estats internacionalment reconeguts i els generalment no reconeguts, però en ambdós casos independents. També s'hi inclouen els territoris habitats dependents (o dependències), així com les àrees especials de sobirania. Els noms dels estats i els territoris estan en català en les seves formes oficials curta i llarga respectivament (per exemple Afganistan i República Islàmica de l'Afganistan).

## Entitats
Aquesta llista es compon de 245 entitats corresponents a:
- 204 estats sobirans:
  - 193 estats amb un ampli reconeixement internacional:
    - 192 estats que són membres de les Nacions Unides (ONU).
    - 1 estat amb un alt reconeixement internacional que no és membre de l'ONU però que hi és observador permanent: la Ciutat del Vaticà.

  - 10 estats que no tenen un reconeixement internacional general ni són membres de les Nacions Unides, però que es poden considerar com a "estats" segons la Convenció de Montevideo:
    - 1 estat reconegut per 21 estats membres de l'ONU i per la Ciutat del Vaticà i que és reconegut de facto en les relacions internacionals per quasi tots els estats: la República de la Xina, coneguda com a Taiwan.
    - 1 estat reconegut per 45 estats membres de l'ONU, amb la major part del territori reclamat sota ocupació militar: la República Àrab Sahrauí Democràtica, al Sàhara Occidental.
    - 1 estat reconegut per 107 estats membres de l'ONU, per la República de la Xina i per Malta, tot i que Sèrbia i altres estats el consideren un protectorat de l'ONU dins el territori oficial de Sèrbia: la República de Kosovo.
    - 1 estat reconegut per 134 estats membres de l'ONU i per la Ciutat del Vaticà, però que mai no ha estat admès a les Nacions Unides, amb un control parcial de facto sobre el seu propi territori, que l'exerceix l'Autoritat Nacional Palestina (observador permanent de les Nacions Unides): l'Estat de Palestina, als territoris palestins.
    - 6 estats que, a la pràctica, són independents però que no són reconeguts per gairebé cap altre estat:
      - 1 estat independent de facto només reconegut per Turquia: la República Turca de Xipre del Nord.
      - 2 estats independents de facto només reconeguts per Rússia, Nicaragua, Veneçuela i Nauru, a més de Transnístria i entre ells: Abkhàzia i Ossètia del Sud.
      - 1 estat independent de facto només reconegut per Abkhàzia i Ossètia del Sud: Transnístria.
      - 1 estat independentde facto no reconegut per cap altre estat: Somalilàndia.

- 38 territoris dependents habitats:
  - 3 territoris d'ultramar d'Austràlia: l'illa Christmas, les illes Cocos (Keeling) i l'illa Norfolk.
  - 2 països d'ultramar del Regne de Dinamarca: Groenlàndia i les illes Fèroe.
  - 7 "col·lectivitats" de França:
    - 1 col·lectivitat sui generis: Nova Caledònia.
    - 6 col·lectivitats d'ultramar:
      - 1 país d'ultramar: la Polinèsia Francesa
      - 1 departament d'ultramar: Mayotte
      - 1 col·lectivitat territorial: Saint-Pierre i Miquelon
      - 2 col·lectivitats: Saint-Barthélemy (Antilles) i Saint-Martin
      - 1 territori: Wallis i Futuna.

  - 2 països d'ultramar del Regne dels Països Baixos: les Antilles Neerlandeses i Aruba.
  - 3 territoris dependents de Nova Zelanda:
    - 2 estats en lliure associació: les illes Cook i Niue.
    - 1 territori d'ultramar: Tokelau.

  - 16 territoris dependents del Regne Unit:
    - 3 dependències de la Corona Britànica: Guernsey, Jersey i l'illa de Man.
    - 13 territoris d'ultramar: Anguilla, les Bermudes, Gibraltar, les illes Caiman, les illes Malvines, les illes Pitcairn, les illes Turks i Caicos, les illes Verges Britàniques, Montserrat, Santa Helena amb les seves dependències (Ascensió i Tristan da Cunha) i les bases de sobirania d'Akrotiri i Dekélia.

  - 5 territoris no incorporats dels Estats Units:
    - 2 commonwealth: les illes Mariannes Septentrionals i Puerto Rico.
    - 2 territoris insulars organitzats: Guam i les illes Verges Nord-americanes.
    - 1 territori insular organitzat de facto però mancat d'acta orgànica: la Samoa Nord-americana.

- 4 àrees de sobirania especial o entitats especials reconegudes per un tractat internacional: Åland a Finlàndia i Svalbard a Noruega, així com les regions administratives especials de Hong Kong i Macau a la República Popular de la Xina.

| Àfrica                       |    |    |    |    |    |    |    |    |    |    |    |    |    |    |    |    |    |    |    |    |    |    |    |    |    |    |    |    |    |    |    |    |
| Amèrica                      |    |    |    |    |    |    |    |    |    |    |    |    |    |    |    |    |    |    |    |    |    |    |    |    |    |    |    |    |    |    |    |    |
| Àsia                         |    |    |    |    |    |    |    |    |    |    |    |    |    |    |    |    |    |    |    |    |    |    |    |    |    |    |    |    |    |    |    |    |
| Europa                       |    |    |    |    |    |    |    |    |    |    |    |    |    |    |    |    |    |    |    |    |    |    |    |    |    |    |    |    |    |    |    |    |
| Oceania                      |    |    |    |    |    |    |    |    |    |    |    |    |    |    |    |    |    |    |    |    |    |    |    |    |    |    |    |    |    |    |    |    |
| ---------------------------- | -- | -- | -- | -- | -- | -- | -- | -- | -- | -- | -- | -- | -- | -- | -- | -- | -- | -- | -- | -- | -- | -- | -- | -- | -- | -- | -- | -- | -- | -- | -- | -- |
| Armènia                      | SÍ | SÍ | SÍ | SÍ | SÍ | SÍ | SÍ | SÍ | SÍ | SÍ | SÍ | SÍ | SÍ | SÍ | SÍ | SÍ | SÍ | SÍ | SÍ | SÍ | SÍ | SÍ | NO | SÍ | SÍ | SÍ | SÍ | SÍ | SÍ | SÍ | SÍ | SÍ |
| Corea del Sud                | SÍ | SÍ | SÍ | SÍ | SÍ | SÍ | SÍ | SÍ | SÍ | SÍ | SÍ | SÍ | SÍ | SÍ | SÍ | SÍ | SÍ | SÍ | SÍ | NO | SÍ | SÍ | SÍ | SÍ | SÍ | SÍ | SÍ | SÍ | SÍ | SÍ | SÍ | SÍ |
| Corea del Nord               | SÍ | SÍ | SÍ | SÍ | SÍ | SÍ | SÍ | SÍ | SÍ | SÍ | SÍ | SÍ | SÍ | SÍ | SÍ | SÍ | SÍ | SÍ | SÍ | SÍ | NO | NO | SÍ | SÍ | SÍ | SÍ | SÍ | SÍ | SÍ | SÍ | SÍ | SÍ |
| Xipre                        | SÍ | SÍ | SÍ | SÍ | SÍ | SÍ | SÍ | SÍ | SÍ | SÍ | SÍ | SÍ | SÍ | SÍ | SÍ | SÍ | SÍ | SÍ | SÍ | SÍ | SÍ | SÍ | SÍ | NO | NO | SÍ | SÍ | SÍ | SÍ | SÍ | SÍ | SÍ |
| Xina                         | SÍ | SÍ | SÍ | SÍ | SÍ | SÍ | SÍ | SÍ | SÍ | NO | NO | SÍ | SÍ | SÍ | SÍ | NO | NO | NO | NO | SÍ | SÍ | SÍ | SÍ | SÍ | SÍ | SÍ | SÍ | SÍ | SÍ | SÍ | SÍ | SÍ |
| Israel                       | SÍ | NO | NO | NO | NO | SÍ | SÍ | SÍ | SÍ | SÍ | SÍ | SÍ | SÍ | SÍ | SÍ | SÍ | SÍ | SÍ | SÍ | NO | SÍ | NO | NO | SÍ | SÍ | SÍ | SÍ | SÍ | SÍ | SÍ | SÍ | SÍ |
| Palestina                    | SÍ | SÍ | SÍ | SÍ | SÍ | SÍ | SÍ | SÍ | SÍ | SÍ | SÍ | NO | NO | NO | NO | SÍ | NO | SÍ | SÍ | SÍ | NO | SÍ | SÍ | SÍ | SÍ | SÍ | SÍ | SÍ | SÍ | SÍ | SÍ | SÍ |
| Kosovo                       | SÍ | NO | NO | SÍ | SÍ | NO | NO | NO | NO | SÍ | SÍ | NO | NO | SÍ | SÍ | NO | SÍ | SÍ | SÍ | SÍ | SÍ | SÍ | SÍ | SÍ | NO | NO | NO | NO | SÍ | SÍ | NO | SÍ |
| Sàhara Occidental            | NO | SÍ | NO | NO | SÍ | NO | NO | SÍ | SÍ | SÍ | NO | NO | SÍ | NO | NO | NO | NO | SÍ | NO | SÍ | NO | NO | NO | NO | NO | NO | SÍ | NO | SÍ | SÍ | NO | NO |
| Taiwan                       | NO | NO | NO | NO | NO | NO | SÍ | NO | NO | SÍ | SÍ | NO | NO | NO | SÍ | SÍ | SÍ | SÍ | SÍ | NO | NO | NO | NO | NO | NO | NO | NO | NO | NO | SÍ | NO | SÍ |
| Ossètia del Sud              | NO | NO | NO | NO | NO | NO | NO | NO | SÍ | NO | NO | NO | NO | NO | NO | NO | NO | SÍ | SÍ | NO | NO | NO | NO | NO | NO | SÍ | SÍ | SÍ | NO | NO | NO | NO |
| Abkhàzia                     | NO | NO | NO | NO | NO | NO | NO | NO | SÍ | NO | NO | NO | NO | NO | NO | NO | NO | SÍ | SÍ | NO | NO | NO | NO | NO | NO | SÍ | SÍ | SÍ | NO | NO | NO | NO |
| Transnístria                 | NO | NO | NO | NO | NO | NO | NO | NO | NO | NO | NO | NO | NO | NO | NO | NO | NO | NO | NO | NO | NO | NO | NO | NO | NO | SÍ | SÍ | NO | NO | NO | NO | NO |
| Xipre del Nord               | NO | NO | NO | NO | NO | NO | NO | NO | NO | NO | NO | NO | NO | NO | NO | NO | NO | NO | NO | NO | NO | NO | NO | SÍ | SÍ | NO | NO | NO | NO | NO | NO | NO |
| Somalilàndia                 | NO | NO | NO | NO | NO | NO | NO | NO | NO | NO | NO | NO | NO | NO | NO | NO | NO | NO | NO | NO | NO | NO | NO | NO | NO | NO | NO | NO | NO | NO | SÍ | NO |
| República Popular de Donetsk | NO | NO | NO | NO | NO | NO | NO | NO | NO | NO | NO | NO | NO | NO | NO | NO | NO | NO | NO | NO | NO | NO | NO | NO | NO | NO | SÍ | NO | NO | NO | NO | NO |
| República Popular de Luhansk | NO | NO | NO | NO | NO | NO | NO | NO | NO | NO | NO | NO | NO | NO | NO | NO | NO | NO | NO | NO | NO | NO | NO | NO | NO | NO | SÍ | NO | NO | NO | NO | NO |

| Índex A B C D E F G H I J K L M N O P Q R S T U V W X Y Z |

Nota: entre claudàtors s'indica l'article usat davant del topònim dintre d'un context. Aquest article no forma part del topònim i no és necessari en una llista com aquesta. Entre parèntesis estan els casos en què l'ús de l'article és variable.

## Llista d'estats independents i territoris dependents

### A
- Abkhàzia - República d'Abkhàzia (estat autoproclamat independent dins de Geòrgia; només reconegut per Rússia, Nicaragua, Veneçuela, Nauru i Tuvalu, a més de Ossètia del Sud i Transnístria)
- [L']Afganistan - República Islàmica de l'Afganistan
- Akrotiri i Dekélia - Bases de Sobirania d'Akrotiri i Dekélia (territori d'ultramar del Regne Unit)
- Åland - [les] illes Åland (província autònoma de Finlàndia reconeguda per un tractat internacional)
- Albània - República d'Albània
- Alemanya - República Federal d'Alemanya (estat federal)
- Algèria - República Democràtica Popular d'Algèria
- Andorra - Principat d'Andorra (coprincipat amb el president de la República francesa i el bisbe de la Seu d'Urgell com a caps d'estat simbòlics)
- Angola - República d'Angola
- Anguilla (territori d'ultramar del Regne Unit)
- Antigua i Barbuda (reialme de la Commonwealth)
- [L']Aràbia Saudita - Regne de l'Aràbia Saudita
- [L']Argentina - República Argentina (estat federal, també anomenat Nació Argentina per a fins legislatius)
- Armènia - República d'Armènia (no reconegut pel Pakistan des de la Guerra de l'Alt Karabakh)
- Aruba (país d'ultramar del Regne dels Països Baixos)
- Ascensió (dependència de Santa Helena, territori d'ultramar del Regne Unit)
- Austràlia - Comunitat d'Austràlia (estat federal i reialme de la Commonwealth)
- Àustria - República d'Àustria (estat federal)
- [L']Azerbaidjan - República de l'Azerbaidjan

### B
- [Les] Bahames - Comunitat de les Bahames (reialme de la Commonwealth)
- Bahrain - Regne de Bahrain
- Bangladesh - República Popular de Bangladesh
- Barbados (reialme de la Commonwealth)
- Bèlgica - Regne de Bèlgica (estat federal)
- Belize (reialme de la Commonwealth)
- (El) Benín - República de Benín
- [Les] Bermudes (territori d'ultramar del Regne Unit)
- (El) Bhutan - Regne de Bhutan
- Belarús - República de Belarús
  - Birmània - Vegeu Myanmar
- Bolívia - Estat Plurinacional de Bolívia
- Bòsnia i Hercegovina (estat federal)
  -  Federació de Bòsnia i Hercegovina
  -  República Sèrbia
- Botswana - República de Botswana
- [El] Brasil - República Federativa del Brasil (estat federal)
- Brunei - Negara Brunei Darussalam
- Bulgària - República de Bulgària
- Burkina Faso
- Burundi - República de Burundi

### C
- Cambodja - Regne de Cambodja
- [El] Camerun - República del Camerun
- [El] Canadà (estat federal i reialme de la Commonwealth, també anomenat oficialment, encara que poc sovint, Dominis del Canadà)
- Cap Verd - República de Cap Verd
- [La] Ciutat del Vaticà - Estat de la Ciutat del Vaticà (és administrat per una comissió pontifícia al capdavant de la qual hi ha el Papa, que presideix la Santa Seu i la Ciutat del Vaticà)
- Colòmbia - República de Colòmbia
- [Les] Comores - Unió de les Comores (estat federal)
- [El] Congo Brazzaville - República del Congo
- [El] Congo Kinshasa - República Democràtica del Congo (antic Zaire)
- Corea del Nord - República Democràtica Popular de Corea (no reconegut per Corea del Sud i el Japó)
- Corea del Sud - República de Corea (no reconegut per Corea del Nord)
- [La] Costa d'Ivori - República de la Costa d'Ivori
- Costa Rica - República de Costa Rica
- Croàcia - República de Croàcia
- Cuba - República de Cuba
- Curaçao (país d'ultramar del Regne dels Països Baixos)

### D
- Dinamarca - Regne de Dinamarca
- Djibouti - República de Djibouti
- Dominica - Comunitat de Dominica

### E
- Egipte - República Àrab d'Egipte
- El Salvador - República d'El Salvador
- [Els] Emirats Àrabs Units (estat federal)
- [L']Equador - República de l'Equador
- Eritrea - Estat d'Eritrea
- Eslovàquia - República Eslovaca
- Eslovènia - República d'Eslovènia
- Espanya - Regne d'Espanya
- [Els] Estats Federats de Micronèsia (estat federal i associat dels Estats Units)
- [Els] Estats Units - Estats Units d'Amèrica (estat federal)
- Estònia - República d'Estònia
- Etiòpia - República Democràtica Federal d'Etiòpia (estat federal)

### F
- Fiji - República de les Illes Fiji
- [Les] Filipines - República de les Filipines
- Finlàndia - República de Finlàndia
- França - República Francesa

### G
- (El) Gabon - República Gabonesa
- Gàmbia - República de Gàmbia
- Geòrgia (vegeu també Abkhàzia i Ossètia del Sud)
- Ghana - República de Ghana
- Gibraltar (territori d'ultramar del Regne Unit)
- Grècia - República Hel·lènica
- Grenada (reialme de la Commonwealth)
- Groenlàndia (divisió administrativa d'ultramar autogovernada de Dinamarca)
- Guam - Territori de Guam (territori organitzat no incorporat dels Estats Units)
- Guatemala - República de Guatemala
- Guernsey - Batllia de Guernsey (dependència de la Corona Britànica que inclou les dependències autogovernades dAlderney, Herm i Sark)
- (La) Guinea - República de Guinea
- (La) Guinea Bissau - República de Guinea Bissau
- (La) Guinea Equatorial - República de la Guinea Equatorial
- Guyana - República Cooperativa de Guyana

### H
- Haití - República d'Haití
- Hondures - República d'Hondures
- Hong Kong (regió administrativa especial de la República Popular de la Xina)
- Hongria - República d'Hongria

### I
- [El] Iemen - República del Iemen
- [L']Illa Christmas - Territori de l'Illa Christmas (territori d'ultramar d'Austràlia)
- Illa de Man (dependència de la Corona Britànica)
- [L']Illa Norfolk - Territori de l'Illa Norfolk (territori d'ultramar d'Austràlia)
- [Les] Illes Caiman (territori d'ultramar del Regne Unit)
- [Les] Illes Cocos (Keeling) - Territori de les Illes Cocos (Keeling) (territori d'ultramar d'Austràlia)
- [Les] Illes Cook (estat autogovernat en lliure associació amb Nova Zelanda)
- [Les] Illes Fèroe (divisió administrativa d'ultramar autogovernada de Dinamarca)
- [Les] Illes Malvines (territori d'ultramar del Regne Unit, també anomenat Illes Falkland, que formava part de lArgentina, estat que en reclama la sobirania)
- [Les] Illes Mariannes Septentrionals - Comunitat de les Illes Mariannes Septentrionals (territori organitzat i no incorporat en unió política amb els Estats Units)
- [Les] Illes Marshall - República de les Illes Marshall (estat associat amb els Estats Units)
- [Les] Illes Pitcairn - Illes Pitcairn, Henderson, Ducie i Oeno (territori d'ultramar del Regne Unit)
- [Les] Illes Salomó (reialme de la Commonwealth)
- [Les] Illes Turks i Caicos (territori d'ultramar del Regne Unit)
- [Les] Illes Verges Britàniques (territori d'ultramar del Regne Unit)
- [Les] Illes Verges Nord-americanes (territori no incorporat i organitzat dels Estats Units)
- [L']Índia - República de l'Índia (estat federal)
- Indonèsia - República d'Indonèsia
- [L']Iran - República Islàmica de l'Iran
- [L']Iraq - República de l'Iraq
- Irlanda (també anomenada República d'Irlanda per diferenciar-la de l'illa d'Irlanda)
- Islàndia - República d'Islàndia
- Israel - Estat d'Israel (no reconegut per 32 membres de l'ONU)
- Itàlia - República Italiana

### J
- Jamaica (reialme del Commonwealth)
- [El] Japó
- Jersey - Batllia de Jersey (dependència de la Corona Britànica)
- Jordània - Regne Haiximita de Jordània

### K
- [El] Kazakhstan - República del Kazakhstan
- Kenya - República de Kenya
- [El] Kirguizstan - República Kirguís
- Kiribati - República de Kiribati
- Kosovo - República de Kosovo (reconegut per 107 membres de l'ONU, per la República de la Xina i per l'Orde de Malta)
- Kuwait - Estat de Kuwait

### L
- Laos - República Democràtica Popular de Laos
- Lesotho - Regne de Lesotho
- Letònia - República de Letònia
- [El] Líban - República del Líban
- Libèria - República de Libèria
- Líbia - Estat de Líbia
- Liechtenstein - Principat de Liechtenstein
- Lituània - República de Lituània
- Luxemburg - Gran Ducat de Luxemburg

### M
- Macau (regió administrativa especial de la República Popular de la Xina)
- Macedònia del Nord - República de Macedònia del Nord (fins a 2019, les Nacions Unides i un bon nombre d'estats i d'organitzacions internacionals l'anomenaven Antiga República Iugoslava de Macedònia. Vegeu: Disputa sobre el nom de Macedònia)
- Madagascar - República de Madagascar
- Malàisia (estat federal)
- Malawi - República de Malawi
- [Les] Maldives - República de les Maldives
- (El) Mali - República de Mali
- Malta - República de Malta
- [El] Marroc - Regne del Marroc (vegeu també Sàhara Occidental)
- Maurici - República de Maurici
- Mauritània - República Islàmica de Mauritània
- Mayotte - Col·lectivitat Departamental de Mayotte (col·lectivitat d'ultramar de França)
- Mèxic - Estats Units Mexicans (estat federal)
- (El) Moçambic - República de Moçambic
- Moldàvia - República de Moldàvia (vegeu Transnístria)
- Mònaco - Principat de Mònaco
- Mongòlia (a vegades anomenada Mongòlia Exterior per diferenciar-la de la Mongòlia Interior, que és una regió autònoma de la República Popular de la Xina)
- Montenegro - República de Montenegro
- Montserrat (territori d'ultramar del Regne Unit)
- Myanmar - Unió de Myanmar (antigament coneguda com a Birmània)

### N
- Namíbia - República de Namíbia
- Nauru - República de Nauru
- [El] Nepal - República Federal Democràtica del Nepal
- Nicaragua - República de Nicaragua
- [El] Níger - República del Níger
- Nigèria - República Federal de Nigèria (estat federal)
- Niue (estat autogovernat en lliure associació amb Nova Zelanda)
- Noruega - Regne de Noruega
- Nova Caledònia - Territori de Nova Caledònia i Dependències (territori d'ultramar de França)
- Nova Zelanda (reialme del Commonwealth)

### O
- Oman - Sultanat d'Oman
- Ossètia del Sud - República d'Ossètia del Sud (territori autoproclamat independent dins de Geòrgia; només reconegut per Rússia, Nicaragua, Veneçuela, Nauru i Tuvalu, a més d'Abkhàzia i Transnístria)

### P
- [Els] Països Baixos - Regne dels Països Baixos (legalment, els Països Baixos corresponen a la part europea del Regne dels Països Baixos, que està format per aquests últims, Aruba, Curaçao i Sint Maarten)
- [El] Pakistan - República Islàmica del Pakistan
- Palau - República de Palau (estat lliure associat amb els Estats Units)
- Palestina - Estat de Palestina (reconegut per 134 membres de l'ONU i per la Ciutat del Vaticà; amb diferents graus de suport a lAutoritat Palestina de Cisjordània i la Franja de Gaza)
- (El) Panamà - República de Panamà
- Papua Nova Guinea - Estat Independent de Papua Nova Guinea (reialme del Commonwealth)
- [El] Paraguai - República del Paraguai
- [El] Perú - República del Perú
- [La] Polinèsia Francesa (territori d'ultramar de França)
- Polònia - República de Polònia
- Portugal - República Portuguesa
- Puerto Rico - Estat Lliure Associat de Puerto Rico (territori organitzat i no incorporat associat amb els Estats Units)

### Q
- Qatar - Estat de Qatar

### R
- [El] Regne Unit - Regne Unit de la Gran Bretanya i Irlanda del Nord (reialme del Commonwealth)
- [La] República Centreafricana
- [La] República Dominicana
- [La] República Popular de Donetsk
- [La] República Popular de Luhansk
- [La] República Txeca (a vegades anomenada Txèquia)
- Romania
- Rússia - Federació Russa (estat federal)
- Ruanda - República de Ruanda

### S
- [El] Sàhara Occidental - República Àrab Sahrauí Democràtica (reconeguda per 45 membres de l'ONU, exerceix un control efectiu sobre els territoris de l'est del Mur del Marroc, tot i que la major part del territori està ocupada pel Marroc i té ubicades totes les institucions estatals a l'exterior (Tindouf, Algèria))
- Saint Kitts i Nevis - Federació de Saint Kitts i Nevis (estat federal i reialme del Commonwealth)
- Saint Lucia (reialme del Commonwealth)
- Saint Vincent i les Grenadines (reialme del Commonwealth)
- Saint-Barthélemy (Antilles) - Col·lectivitat de Saint Barthélemy (col·lectivitat d'ultramar de França)
- Saint-Martin - Col·lectivitat de Saint-Martin (col·lectivitat d'ultramar de França)
- Saint-Pierre i Miquelon - Col·lectivitat Territorial de Saint-Pierre i Miquelon (col·lectivitat d'ultramar de França)
- Samoa - Estat Independent de Samoa (abans [la] Samoa Occidental)
- [La] Samoa Nord-americana - Territori de la Samoa Nord-americana (territori no incorporat i no reconegut dels Estats Units)
- San Marino - Sereníssima República de San Marino
- Santa Helena (territori d'ultramar del Regne Unit)
- São Tomé i Príncipe - República Democràtica de São Tomé i Príncipe
- [El] Senegal - República del Senegal
- Sèrbia - República de Sèrbia (conté la província de Kosovo sota control de lONU)
- [Les] Seychelles - República de les Seychelles
- Sierra Leone - República de Sierra Leone
- Sint Maarten (país d'ultramar del Regne dels Països Baixos)
- Singapur - República de Singapur
- Síria - República Àrab Siriana
- Somàlia (el país està totalment fragmentat i té el govern nacional de transició a l'exili; vegeu també Somalilàndia)
- Somalilàndia - República de Somalilàndia (estat autoproclamat independent dins de Somàlia, no reconegut per cap altre estat)
- Sri Lanka - República Socialista Democràtica de Sri Lanka
- Sud-àfrica - República de Sud-àfrica
- [El] Sudan - República del Sudan
- [El] Sudan del Sud - República del Sudan del Sud
- Suècia - Regne de Suècia
- Suïssa - Confederació Suïssa (estat federal)
- (El) Surinam - República de Surinam
- Svalbard (territori d'ultramar de Noruega reconegut per un tractat internacional)
- Swazilàndia - Regne de Swazilàndia

### T
- [El] Tadjikistan - República del Tadjikistan
- Tailàndia - Regne de Tailàndia
- Taiwan - República de la Xina (no reconegut per República Popular de la Xina; només reconegut per 21 estats membres de l'ONU i per la Ciutat del Vaticà)
- Tanzània - República Unida de Tanzània (estat federal)
- (El) Timor Oriental - República Democràtica del Timor Oriental
- (El) Togo - República Togolesa
- Tokelau (territori d'ultramar de Nova Zelanda)
- Tonga - Regne de Tonga
- Transnístria - República Moldava de Transnístria (estat autoproclamat independent dins de Moldàvia; només reconegut per Abkhàzia i Ossètia del Sud)
- Trinitat i Tobago - República de Trinitat i Tobago
- Tristan da Cunha (dependència de Santa Helena, territori d'ultramar del Regne Unit)
- Tunísia - República Tunisiana
- [El] Turkmenistan - República del Turkmenistan
- Turquia - República de Turquia
- Tuvalu (reialme del Commonwealth)
- [El] Txad - República del Txad

### U
- Ucraïna
- Uganda - República d'Uganda
- [L']Uruguai - República Oriental de l'Uruguai
- [L']Uzbekistan - República de l'Uzbekistan

### V
- Vanuatu - República de Vanuatu
- Veneçuela - República Bolivariana de Veneçuela (estat federal)
- (El) Vietnam - República Socialista del Vietnam

### W
- Wallis i Futuna - Territori de Wallis i Futuna (col·lectivitat d'ultramar de França)

### X
- Xile - República de Xile
- [La] Xina - República Popular de la Xina (no reconegut per República de la Xina)
  - Vegeu Taiwan (República de la Xina) per a la República de la Xina
- Xipre - República de Xipre (no reconegut per Turquia)
  - Vegeu Xipre del Nord per a la República Turca de Xipre del Nord
- Xipre del Nord - República Turca de Xipre del Nord (estat proclamat per Turquia a l'illa de Xipre i només reconegut per Turquia)

### Z
- Zàmbia - República de Zàmbia
- Zimbabwe - República de Zimbabwe